# Pospieszny do Chennai
Pospieszny do Chennai (oryg. Chennai Express) – indyjski film wyreżyserowany przez Rohita Shettego, w którym główne role zagrali m.in. Shahrukh Khan i Deepika Padukone.

## Fabuła
Rahul Mithaiwala (Shah Rukh Khan) to czterdziestoletni mężczyzna, który mieszka w Mumbaju. Wychowany był przez dziadków, ponieważ jego rodzice zginęli w wypadku, gdy miał on osiem lat. Jego dziadek prowadził sklep ze słodyczami, który Rahul odziedziczył po nim.
Podczas setnych urodzin dziadka na imprezę przychodzą między innymi dwaj przyjaciele Rahula, który chcą jechać do Goa, aby się "zabawić". Rahul jest pewien, że dziadek go nie puści. Umiera on podczas imprezy oglądając mecz krykieta.
Babcia Rahula wyjawia, że dziadek chciał, aby połowę jego prochów ona wrzuciła do Gangesu, a drugą połowę Rahul do Rameswaram. Rahul godzi się niechętnie, ponieważ ma plany na Goa. On i jego przyjaciele postanawiają wrzucić prochy do Goa bez wiedzy babci. 
W tym celu muszą zacząć podróż pociągiem, ponieważ babcia przyjdzie pożegnać wnuka. Rahul postanawia zacząć podróż jakimkolwiek pociągiem jadącym na południe Indii, a potem wysiąść na stacji Kalyan, gdzie  będą na niego czekać przyjaciele. 
Nie wszystko idzie zgodnie z planem. Wysiadając na stacji Kalyan Rahul zostawia prochy dziadka w pociągu – Chennai Express. Wróciwszy po nie w pośpiechu zauważa dziewczynę – Tamilkę, która chce złapać pociąg. Pomaga jej wsiąść, gdy okazuje się, że za nią biegną ludzie, który też chcą wsiąść do pociągu. Rahul pomaga również im.  
Okazuje się, że dziewczyna to Meena Lochni Azhagusundaram (Deepika Padukone), a mężczyźni, którzy za nią biegli to jej kuzyni. Chcą ją schwytać, ponieważ uciekła z domu by uniknąć niechcianego aranżowanego małżeństwa. Kuzyni Meeny porywają ją oraz Rahula.
Meena narzuca Rahulowi plan jak ucieczki z Komban, jednak sprawy się znowu komplikują.

## Obsada
- Deepika Padukone jako  Meenamma "Meena" Lochini Azhagusundaram
- Shahrukh Khan jako Rahul Mithaiwala
- Sathyaraj jako Durgeshwara Azhagusundaram, Ojciec Meeny
- Nikitin Dheer jako Tangaballi
- Kamini Kaushal jako Babcia Rahula
- Lekh Tandon jako Y.Y Mithaiwala (Dziadek Rahula)
- Mukesh Tiwari jako Inspektor Shamsher
- Priyamani jako tancerka w piosence "1 2 3 4 Get on the Dance Floor" (występ gościnny)